# Jewel Taylor
Pour les articles homonymes, voir Taylor.
Jewel Taylor, née Jewel Cianeh Howard le 17 janvier 1963 à Zorzor (Libéria), est une femme d'État libérienne et membre du Parti national patriotique (NPP). Elle est vice-présidente de la république du Liberia du 22 janvier 2018 au 22 janvier 2024, ayant été la première femme élue vice-présidente au Liberia. Auparavant, elle fut Première dame du Liberia de 1997 à 2003 puis sénatrice de 2006 à 2018.

## Biographie

### Première dame du Liberia
Mariée en 1997 au président Charles Taylor, elle est la Première dame du Libéria pendant sa présidence. Elle occupe alors plusieurs postes officiels au sein du gouvernement libérien, notamment celui de vice-gouverneure de la Banque nationale du Libéria (précurseur de l'actuelle Banque centrale du Liberia), de présidente de la Banque coopérative de développement agricole (ACDB) et de souscripteur du financement hypothécaire de la First Union National Bank. Elle s'investit également sur des sujets d'éducation, sanitaires et sociaux.
Le couple divorce en 2006. Charles Taylor purge depuis une peine pour crimes contre l'humanité pour ses actions durant la guerre civile.

### Sénatrice
En 2005, Jewel Taylor est élue au Sénat du Libéria dans le comté de Bong, en tant que membre du Parti national patriotique (NPP). Elle commence à siéger en janvier 2006. Elle est la présidente du Comité sénatorial de la santé et du bien-être social sur le genre, les femmes et les enfants.
Titulaire d'un diplôme d'études supérieures dans le domaine de la banque et de deux baccalauréats universitaires en banque et en économie, elle s'est inscrite dans une formation de MBA à l'université Cuttington (Liberia). Le 21 décembre 2011, elle obtient un diplôme de la faculté de droit Louise-Arthur-Grimes de l'université du Liberia. 
En février 2012, elle tente de faire passer un projet de loi au Sénat visant à rendre les relations homosexuelles passibles de la peine de mort. La loi n'est pas été adoptée, la présidente Ellen Johnson Sirleaf ayant clairement indiqué qu'elle ne signerait aucun projet de loi de la sorte. Cependant, un mois plus tard, la présidente soutient les lois déjà existantes criminalisant l'homosexualité.

### Élection présidentielle de 2017
Lors de l'élection présidentielle de 2017, elle est la colistière pour le poste de vice-présidente, aux côtés de George Weah, le candidat à la présidence de la République. Weah se qualifie pour le second tour de la présidentielle avec 40 % des voix en arrivant en tête dans 11 provinces sur 15 face à Joseph Boakai, le vice-président sortant. Pour le second tour du 26 décembre 2017, il profite du ralliement du sénateur Prince Johnson (8,2%) et du parti de Charles Brumskine. Au total, quatre candidats éliminés au premier tour appellent leurs partisans à le soutenir. Il est élu avec 61,5 % des voix contre 38,5 pour l'ancien vice-président Joseph Boakai.

### Vice-présidence de la République
Elle prête serment le 22 janvier 2018,. Elle est la première femme à exercer cette fonction.

## Sources
- (en) Cet article est partiellement ou en totalité issu de l’article de Wikipédia en anglais intitulé « Jewel Taylor » (voir la liste des auteurs).